# فيست أوف ذا نورث ستار: لوست بارادايس
فيست أوف ذا نورث ستار: لوست بارادايس (بالإنجليزية: Fist of the North Star: Lost Paradise) (باليابانية: 北斗が如く)، هي لعبة فيديو يابانية من نوع أكشن مغامرات، صدرت اللعبة في الأسواق سنة 2018، وتعمل حصرياً على منصة بلاي ستيشن 4.